# Dragoș Benea
Adrian-Dragoș Benea (ur. 18 grudnia 1975 w Bacău) – rumuński polityk i samorządowiec, działacz Partii Socjaldemokratycznej, w latach 2004–2016 przewodniczący rady okręgu Bacău, senator, poseł do Parlamentu Europejskiego IX i X kadencji.

## Życiorys
W 1999 ukończył studia z zakresu marketingu na Universitatea „Vasile Alecsandri” din Bacău. W latach 1995–1996 pracował w mediach. W latach 1996–1998 kierował gabinetem burmistrza Bacău, następnie do 2000 stał na czele wydziału kontroli w administracji miejskiej.
Członek Partii Socjaldemokratycznej, w 2013 stanął na czele jej struktur okręgowych. W latach 2000–2004 pełnił funkcję wiceburmistrza Bacău. W 2004 objął stanowisko przewodniczącego rady okręgu Bacău, które zajmował do 2016. W 2012 został członkiem Komitetu Regionów. W wyniku wyborów w 2016 zasiadł w rumuńskim Senacie. W 2019 uzyskał mandat posła do Parlamentu Europejskiego IX kadencji. Z powodzeniem ubiegał się o reelekcję w wyborach w 2024.